# Jerovec
Jerovec falu Horvátországban Varasd megyében. Közigazgatásilag Ivanechez tartozik.

## Fekvése
Varasdtól 20 km-re délnyugatra, községközpontjától 2 km-re északnyugatra fekszik. 

## Története
1857-ben 644, 1910-ben 1000 lakosa volt. 1920-ig Varasd vármegye Ivaneci járásához tartozott. 2001-ben 246 háztartása és 869 lakosa volt. 

## Külső hivatkozások
- Ivanec város hivatalos oldala
- Az ivaneci turisztkai egyesület honlapja